# Стівен Моларо
Стівен Моларо - американський телепродюсер і сценарист. З 2007 року працює над ситкомом The Big Bang Theory.